# Yuan Shao
Yuan Shao (154 — 28 de junho de 202) foi um general senhor de guerra que ocupou o norte da China antiga durante a guerra civil massiva feita no final da Dinastia Han Oriental e no começo da era dos Três Reinos. Também foi o irmão mais velho de Yuan Shu, um senhor de guerra que controlou a região do Rio Huai, e ambos não tinham boa relação entre eles.